# Barranca de Upía
Barranca de Upía è un comune della Colombia facente parte del dipartimento di Meta.
Il centro abitato venne fondato nel 1536 e venne eretto a comune nel 1991.